# Christiane Tricerri
Christiane Tricerri André (São Paulo, 19 de agosto de 1961) é uma atriz e diretora brasileira, formada pela ECA/USP. Aos 16 anos estreou em Equus de Peter Shaffer no Teatro Ruth Escobar, ainda em caráter escolar. Mas desde esse momento nunca mais deixou de se dedicar ao teatro.
Em 1981, faz sua estreia profissional em Mal Secreto com direção de Roberto Lage e em 1982 estréia em Bella ciao, espetáculo que obteve todos os prêmios e participa durante dez anos seguidos em montagens como Ubu, O Doente Imaginário, A Velha Dama Indigna, Sonho de uma Noite de Verão e A Comédia dos Erros, todas sob a direção de Cacá Rosset, espetáculos todos eles de grande êxito no Brasil e exterior e com carreiras de no mínimo dois anos. Foi com Sonho de uma Noite de Verão que a atriz se tornou conhecida no Brasil e nos Estados Unidos pela sua cena de nudez no Central Park.
Com A Comédia dos Erros foi indicada para o Prêmio Shell de Melhor Atriz de 1994. Também em 1994 trabalhou com José Celso Martinez Corrêa protagonizando Mistérios Gozozos. Como diretora fez Medea com Maria Alice Vergueiro, o show da cantora Fortuna e Fando e Lis de Fernando Arrabal. Em 1996 estreou Quíntuplos, como atriz e produtora teatral, sob direção de Maria Alice Vergueiro. Em 2001 fez uma das filhas de Rei Lear, Regana, com Raul Cortez. Em 2002 fez Patty Diphusa de Pedro Almodóvar e em 2004 fez Pagu, ambas com direção própria.
Em televisão, participou das minisséries Anarquistas Graças a Deus de Walter Avancini na TV Globo, Cometa na TV Bandeirantes e A Casa das Sete Mulheres de Jayme Monjardim.
Em cinema, estreou seu primeiro longa-metragem como protagonista, Olhos de Vampa de Walter Rogério e o curta Cobrindo o Céu de Sombra, em que interpreta Maria Rosa, líder dos sertanejos na Guerra do Contestado. Em cinema ainda participou do longa O País dos Tenentes de João Baptista de Andrade, Era Uma Vez de Leopoldo Nunes, Amor que Fica de Alain Fresnot e Nanoilusão de Francisco Garcia e José Wagner Garcia.
Participou de várias fotonovelas na revista Chiclete com Banana de Angeli.
Em 1994, lançou o livro de poemas Figos-da-Índia pela editora Arte Pau-Brasil.
Em 2006, retorna ao Teatro do Ornitorrinco com a montagem de O Marido vai à Caça de Georges Feydeau. Em 2007, filma o curta-metragem A Cauda do Dinossauro, com roteiro seu e de Angeli, sob a direção de Francisco Garcia.
No ano de 2008, ainda com o Teatro do Ornitorrinco, produz e atua no espetáculo A Megera Domada, para comemorar os 30 anos da companhia. Sob este pretexto, a produção convoca colaboradores dos velhos tempos e sobem ao palco, além de Tricerri e Cacá Rosset nos papéis centrais, Rubens Caribé, Ronaldo Malachias, Guilherme Freitas, Gerson Steves, Paulo Vasconcellos, William Amaral e grande elenco.
Ainda em 2008, Tricerri capitaneia o lançamento de um livro comemorativo aos 30 anos do grupo.
Em 2013, Christiane integra o elenco da telenovela Amor à Vida, no horário nobre da Rede Globo.

## Vida Pessoal
Christiane Tricerri é casada com Alonso Alvarez desde 1995. O casal tem dois filhos: Isadora e Rafael.

## Filmografia

### Televisão
| Ano  | Título                     | Personagem                   | Notas                            |
| ---- | -------------------------- | ---------------------------- | -------------------------------- |
| 2015 | Psi                        | Teresa Gonçalves Terranova   | Episódio: "O Paciente Americano" |
| 2013 | Amor à Vida                | Vega Azevedo Pimenta Camargo |                                  |
| 2009 | 9mm: São Paulo             | Irene Botelho Marcondes      | 2 episódios                      |
| 2003 | A Casa das Sete Mulheres   | Quitéria                     |                                  |
| 1989 | O Cometa                   | Esther                       |                                  |
| 1984 | Anarquistas, Graças a Deus | Marie                        |                                  |

### Cinema
| Ano  | Título                    | Personagem           | BNotas         |
| ---- | ------------------------- | -------------------- | -------------- |
| 2014 | Sangue Azul               | Melina               |                |
| 2007 | Sete Vidas                | Adelaide             | Curta-metragem |
| 2007 | A Cauda dos Dinossauros   | A Última das Virgens | Curta-metragem |
| 2005 | Nanoilusão                | —                    | Curta-metragem |
| 1997 | Cobrindo o Céu de Sombras | Maria Rosa           |                |
| 1997 | Erra Uma Vez              | Norma                | Curta-metragem |
| 1996 | Olhos de Vampa            | Diva Botelho         |                |
| 1987 | O País dos Tenentes       | Repórter             |                |